# Liste von Chorleitern
Diese Liste führt Chorleiter ab 1900 auf.

## Leiter von Berufschören
- Howard Arman (* 1954) (D, 2015–2021 Chor des Bayerischen Rundfunks)
- Norbert Balatsch (1928–2020) (A, Wiener Staatsoper und Bayreuther Festspiele)
- Wolfgang Berger (1921–2007) (D, Chorleiter der Dresdner Philharmonie und 1953 bis 1961 des Sächsischen Bergsteigerchors Kurt Schlosser)
- Frieder Bernius (* 1947) (D, Kammerchor Stuttgart)
- Christfried Brödel (* 1947) (D, vocal modern)
- Marcus Creed (* 1951) (D, SWR Vokalensemble Stuttgart)
- Eric Ericson (1918–2013) (S, Rundfunkchor Stockholm, Eric Ericson Kammerchor u. a.)
- Eberhard Friedrich (* 1958) (D, Hamburgische Staatsoper und Bayreuther Festspiele)
- John Eliot Gardiner (* 1943) (GB, Monteverdi Choir)
- Hans Gillesberger (1909–1986) (Wiener Staatsoper)
- Clytus Gottwald (1925–2023) (D, Schola Cantorum Stuttgart)
- Uwe Gronostay (1939–2008) (D, RIAS Kammerchor, Nederlands Kamerkoor u. a.)
- Walter Hagen-Groll (1927–2018) (D, Deutsche Oper Berlin)
- Philippe Herreweghe (* 1947) (B, Collegium Vocale Gent)
- Serge Jaroff (1896–1985) (RUS/USA, Don Kosaken Chor Serge Jaroff)
- Ton Koopman (* 1944) (NL, Amsterdam Baroque Choir)
- Sebastian Hernandez-Laverny (* 1969) (D, Staatstheater Mainz)
- Erwin Ortner (* 1947) (A, Arnold Schoenberg Chor)
- Wilhelm Pitz (1897–1973) (D, Bayreuther Festspielchor, Philharmonia Chor London)
- Hans-Christoph Rademann (* 1965)  (D, Dresdner Kammerchor, RIAS Kammerchor)
- Helmuth Rilling (* 1933) (D, Gächinger Kantorei, Frankfurter Kantorei u. a.)
- John Rutter (* 1945) (GB, Cambridge Singers)
- Alessandro Zuppardo (* 1959), Chor der Oper Leipzig

## Kirchenmusiker und Kantoren
- Martin Berger (* 1972) (Würzburger Domchor)
- Elke Mascha Blankenburg (1943–2013) (Kölner Kurrende)
- Christian von Blohn (* 1963), Collegium Vocale Blieskastel
- Boris Böhmann (* 1964) (DKM Freiburger Domsingknaben)
- Sigmund Bothmann (* 1964) (KMD Bachchor Gütersloh, Knabenchor Gütersloh)
- Ingo Bredenbach (* 1959) (KMD Kantatenchor Tübingen, Bachchor Tübingen)
- Christfried Brödel (* 1947) (KMD i. R., Meißner Kantorei 1961)
- Jürgen Budday (* 1948) (KMD Maulbronner Kammerchor)
- Thomas Dahl (* 1964)
- Tobias Frank (* 1980) (KMD St. Lukas (München))
- Klaus Fischbach  (1935–2017), Domkapellmeister in Trier und Leiter des Madrigalchores Klaus Fischbach Saarbrücken
- Karin Freist-Wissing (* 1963), (KMD Vox Bona)
- Helmut Gleim (1935–2020) (KMD Hallesche Kantorei, Collegium Vocale Halle)
- Tobias Gravenhorst (* 1962) (Bremer Domchor)
- Hans Grischkat (1903–1977) (KMD, Schwäbischer Singkreis)
- Matthias Grünert (* 1973) (Kammerchor der Frauenkirche Dresden)
- Georg Hage (* 1979) (KMD Aachener Bachverein, Bonner Kammerchor, Kölner Kantorei)
- Christian Heiß (* 1967) (Domkapellmeister im Dom zu Eichstätt, seit 2019 Domkapellmeister am Regensburger Dom)
- Wolfgang Helbich (1943–2013) (Alsfelder Vokalensemble, Bremer Domchor, Bremer RathsChor)
- Volker Hempfling (* 1944) (KMD Kölner Kantorei)
- Matthias Janz (* 1947) (KMD Flensburger Bachchor)
- Kay Johannsen (* 1961) (KMD Stuttgarter Kantorei)
- Helmut Kickton (* 1956) (Kreuznacher Diakonie Kantorei)
- Michael Kokott (* 1960) (Kölner Jugendchor St. Stephan)
- Joachim Krause (* 1957) (CH, Basler Bach-Chor)
- Hermann Kreutz (1931–2021) (KMD, Dozent für Chorleitung, Bachchor Gütersloh (1957–1990), Kammerchor Münster (früher: Kammerchor der Musikhochschule Münster), Bündheimer Kantorei (1964–2010))
- Dieter Kurz (* 1945) (KMD, Württembergischer Kammerchor)
- Volker Lutz (1941–2020) (KMD, Schwäbischer Singkreis)
- Hermann Max (* 1941) (D, KMD Rheinische Kantorei)
- Wolfram Menschick (1937–2010) (Domkapellmeister, Komponist, Eichstätter Domchor)
- Johannes Matthias Michel (* 1962) (Bachchor Mannheim, Kammerchor Mannheim)
- Bernd Mischke (1953–2010) (Junge Kantorei an der Musikschule Berlin-Wedding)
- Lothar Mohn (* 1954) (KMD, Kantorei St. Johannis Hannover)
- Michael D. Müller (* 1972) (Marienkantor in Lübeck, Lübecker Knabenkantorei)
- Hermann Pabel (1901–1945) (Chor der St. Hedwigs-Kathedrale Berlin: 1929–1934)
- Winfried Pesch (1928–2006) (KMD, Wupperfelder Kantorei, Wupperfelder Abendmusiken)
- Irénée Peyrot (* 1972) (Hallesche Kantorei, Halle (Saale))
- Rudolf Pohl (1924–2021) (Domkapellmeister, Aachener Domchor)
- Karl Rathgeber (* 1950) (KMD, Chor des Evang. Stifts Tübingen, Hochschulchöre Bayreuth, Regerchor Braunschweig)
- Karl Richter (1926–1981) (Münchener Bach-Chor)
- Hans-Josef Roth (1934–2006) (KMD, Aachener Domchor)
- Hayko Siemens (* 1954) (Münchner Motettenchor)
- Hartmut Schmidt (1930–2006) (KMD, Städtischer Musikverein zu Düsseldorf)
- Martin Gotthard Schneider (1930–2017) (KMD Heinrich-Schütz-Kantorei, Freiburg)
- Christoph Schoener (* 1953) (KMD Chor St. Michaelis, Hamburg)
- Martin Stephan (* 1952) (Kantorei an St. Nicolai, Westerland/Sylt)
- Gothart Stier (1938–2023) (Münchener Bach-Chor, Dresdner Kreuzchor, Monteverdi-Chor Hamburg, Robert-Franz-Singakademie Halle)
- Jörg Straube (* 1953) (Norddeutscher Figuralchor)
- Kurt Thomas (1904–1973) (Thomanerchor, Frankfurter Kantorei)
- Alexander Wagner (1926–2019) (Kantorei der Christuskirche Detmold, vocalensemble alexander wagner)
- Hans Rudolf Zöbeley (1931–2007) (KMD, Universitätsmusikdirektor, Münchner Motettenchor, Universitätschor München, Philharmonischer Chor München)

## Leiter von Knabenchören
- Guntram Altnöder (1936–2005) (Kieler Knabenchor)
- Jens Bauditz (* 1981) (Neuer Knabenchor Hamburg)
- Matthias Beckert (* 1976) (Suhler Knabenchor)
- Martin Berger (* 1972) (Würzburger Domsingknaben)
- Karl-Friedrich Beringer (* 1948) (Windsbacher Knabenchor)
- Georg Christoph Biller (1955–2022) (Thomanerchor)
- Boris Böhmann (* 1964) (Freiburger Domsingknaben)
- Christian Bonath (* 1979) (Capella Vocalis Reutlingen)
- Berthold Botzet (* 1961) (Aachener Domchor)
- Jörg Breiding (* 1972) (Knabenchor Hannover)
- Mathias Breitschaft (* 1950) (Mainzer Domchor)
- Prof. Karsten Storck (* 1973) (Mainzer Domchor)
- Roland Büchner (* 1954) (Regensburger Domspatzen)
- Franz Xaver Engelhart (1861–1924) (Regensburger Domspatzen)
- Martin Flämig (1913–1998) (Dresdner Kreuzchor)
- Hans Gillesberger (1909–1986) (Wiener Sängerknaben)
- Ferdinand Grossmann (1887–1970)  (Wiener Sängerknaben)
- Christian Heiß (* 1967) (Regensburger Domspatzen)
- Gerhard Hellwig (1925–2011) (Schöneberger Sängerknaben)
- Hans-Christian Henkel (* 1968) (Kieler Knabenchor)
- Heinz Hennig (1927–2002) (Knabenchor Hannover)
- Rainer Johannes Homburg (* 1966) (Stuttgarter Hymnus-Chorknaben)
- Raimund Hug (* 1935) (Freiburger Domsingknaben)
- Martin Lehmann (* 1973) (Windsbacher Knabenchor, Wuppertaler Kurrende)
- Reinhard Kammler  (Augsburger Domsingknaben)
- Klaus Knubben (1947–2016) (Limburger Domsingknaben)
- Roderich Kreile (* 1956) (Dresdner Kreuzchor)
- Hanns-Friedrich Kunz (* 1945) (Stuttgarter Hymnus-Chorknaben)
- Erhard Mauersberger (1903–1982) (Thomanerchor)
- Rudolf Mauersberger (1889–1971) (Dresdner Kreuzchor)
- Eberhard Metternich (* 1959) (Kölner Domchor)
- Michael D. Müller (* 1972) (Lübecker Knabenkantorei)
- Rosemarie Pritzkat (Hamburger Knabenchor St. Nikolai)
- Beat Raaflaub (* 1946) (Knabenkantorei Basel)
- Günther Ramin (1898–1956) (Thomanerchor)
- Georg Ratzinger (1924–2020), Domkapellmeister am Regensburger Dom und Leiter der Regensburger Domspatzen 1964–1994
- Hans-Joachim Rotzsch (1929–2013) (Thomanerchor)
- Gerhard Schmidt-Gaden (* 1937) (Tölzer Knabenchor)
- Theobald Schrems (1893–1963) (Regensburger Domspatzen)
- Gotthold Schwarz (* 1952) (Thomanerchor)
- Johannes Stecher (* 1965) (Wiltener Sängerknaben)
- Karl Straube (1873–1950) (Thomanerchor)
- Gerhard Wilhelm (1918–2009) (Stuttgarter Hymnus-Chorknaben)
- Gerald Wirth (Wiener Sängerknaben)

## Leiter von Schulchören
- Christian Frank (* 1968)
- Dietmar Schünicke (* 1944)

## Weitere
- Hermann Achenbach (1899–1982), Kantatenchor Tübingen, heute BachChor Tübingen
- Antal Barnás (* <1975), Wiener Männergesang-Verein
- Hans Michael Beuerle (1941–2015), Freiburger Bachchor
- Siegfried Bimberg (1927–2008), Hallenser Madrigalisten
- Klaus Breuninger (* 1961), Die Meistersinger
- Fritz Bultmann (* 1937), Kodály-Chor Hamburg
- Gotthilf Fischer (1928–2020), Fischer-Chöre
- Hans Gillesberger (1909–1986), Wiener Singakademie
- Richard Göhle (1883–1972), Männergesangsverein Lyra in Taucha
- Ferdinand Grossmann (1887–1970), Chorus Viennensis, Wiener Männergesang-Verein, Wiener Singverein
- Gerd Guglhör (* 1952), orpheus chor münchen
- Benedikt Haag (* 1987), Münchner Motettenchor, Münchner Konzertchor
- Volkher Häusler (* 1958), MendelssohnKammerChor Berlin
- Christian Henking (* 1961), Vokalkollegium Bern
- Eberhard Höngen (* 1944), Sängerkranz Harmonie Tübingen u. a.
- Sebastian Hübner (* 1964), Kammerchor Bruchsal
- Hugo Jahns (1931–2015), Omnibus-Chor, Paul-Robeson-Chor
- Jürgen Jürgens (1925–1994), Monteverdi-Chor Hamburg
- Ulrich Kaiser (* 1973), MDR-Kinderchor
- Bernd Kaftan (* ≈1968), Jazzline Düsseldorf; O-Ton Süd Köln
- Friedrich Krell (1928–2020), Rundfunk-Jugendchor Wernigerode
- Eduard Kremser (1838–1914), Wiener Männergesang-Verein
- Hans-Joachim Lustig, I Vocalisti, Chorknaben Uetersen
- Joachim Carlos Martini (1931–2015), Junge Kantorei Frankfurt
- Gregor Meyer (* 1979), GewandhausChor Leipzig
- Bernd Mischke (1953–2010), Musikschulleiter, cappella vocale der Bergischen Musikschule
- Ralf Otto (* 1956), Bachchor Mainz, Prof. für Chorleitung an der Hochschule für Musik Mainz
- Johannes Prinz (* 1958), Wiener Singverein
- Wolfgang Schäfer (* 1945), Freiburger Vokalensemble
- Ekkehard Schreiber (1941–2008), GewandhausKinderchor Leipzig, GewandhausChor Leipzig
- Morten Schuldt-Jensen (* 1958), Immortal Bach Ensemble
- Wolfgang Seeliger (* 1946), Konzertchor Darmstadt
- Anton M. Storch (1813–1887), Wiener Männergesang-Verein
- Fritz ter Wey (* 1943), Landesjugendchor Nordrhein-Westfalen
- Gerhard Track (1934–2022), Wiener Sängerknaben, Wiener Männergesang-Verein
- Gustav Adolf Uthmann (1867–1920), Freier Sängerkreis u. a.
- Jörg-Peter Weigle (* 1953), Philharmonischer Chor Berlin
- Stefan Weiler (* 1960), Mainzer Figuralchor
- Hellmut Wormsbächer (1925–2020), Bergedorfer Kammerchor u. a.
- Bertram Zwerschke (* 1956), Mädchenchor Wernigerode